# Challenger de Hong Kong 2015
El Hong Kong ATP Challenger 2015 fue un torneo de tenis profesional jugado en canchas duras. Fue la primera edición del torneo que fue parte de la ATP Challenger Tour 2015. Tuvo lugar en Hong Kong, Región administrativa especial de la República Popular China, entre el 27 de enero y el 1 de febrero de 2015.

## Jugadores participantes del cuadro de individuales

### Cabezas de serie
| Favorito | País                    | Jugador           | Rank1 | Posición en el torneo |
| -------- | ----------------------- | ----------------- | ----- | --------------------- |
| 1        | Bandera de Lituania     | Ričardas Berankis | 85    | Primera ronda         |
| 2        | Bandera de Japón        | Tatsuma Ito       | 89    | FINAL                 |
| 3        | Bandera de Eslovenia    | Blaž Kavčič       | 102   | Cuartos de final      |
| 4        | Bandera de China Taipéi | Jimmy Wang        | 118   | Primera ronda         |
| 5        | Bandera de Australia    | James Duckworth   | 120   | Primera ronda         |
| 6        | Bandera de Japón        | Yūichi Sugita     | 136   | Primera ronda         |
| 7        | Bandera de la India     | Somdev Devvarman  | 139   | Cuartos de final      |
| 8        | Bandera de Japón        | Hiroki Moriya     | 146   | Primera ronda         |

- 1 Se ha tomado en cuenta el ranking del 19 de diciembre de 2015.

### Otros participantes
Los siguientes jugadores recibieron una invitación, por lo tanto ingresan directamente al cuadro principal (WC):
- Ho Chih Jen
- Li Hei Yin Andrew
- Philipp Petzschner
- Sanam Singh

Los siguientes jugadores ingresan al cuadro principal tras disputar el cuadro clasificatorio (Q):
- Bai Yan
- Gong Maoxin
- Toshihide Matsui
- Christopher Rungkat

## Campeones

### Individual Masculino
Challenger de Hong Kong 2015 (individual masculino)
- Kyle Edmund derrotó en la final a  Tatsuma Ito, 6–1, 6-2.

### Dobles Masculino
Challenger de Hong Kong 2015 (dobles masculino)
- Hsieh Cheng-peng /  Yi Chu-Huan derrotaron en la final a  Saketh Myneni /  Sanam Singh 6–4, 6–2